# Säg ett litet ord om Jesus
Säg ett litet ord om Jesus är en psalm med text och musik av Herbert Buffum. Texten översattes 1922 till svenska av Otto Witt. Den bygger på Predikaren 11:1.

## Publicerad i
- Segertoner 1988 som nr 437 under rubriken "Den kristna gemenskapen - Vittnesbörd - tjänst - mission".[1]